# مالينا إرنمان
سارة ماجدالينا «مالينا» إرنمان (بالسويدية: Malena Ernman) (من مواليد 4 نوفمبر 1970) مغنية أوبرا سويدية ذات طبقة صوتية ميزو سوبرانو، ظهرت في العديد من المسرحيات الموسيقية؛ تنجذب إلى حد كبير إلى سمات المسرح المفتوحة وأيضا قاعاتا المسرحية الصغيرة. وهي عضو في الأكاديمية الملكية السويدية للموسيقى. حصل إرنمان على إنجاز موسيقي مشهور بمشاركة وفوز في مهرجان ميلودي فاستفالين 2009 ، وهو الاختيار السويدي لمسابقة الأغنية الأوروبية 2009 بأغنية "لا فوكس"، التي كتبها بنفسها بمشاركة فريدريك كيمب. مثلت إرنمان بلدها السويد في مسابقة الأغنية الأوروبية 2009 في موسكو. مثلت إرنمان السويد في الدور نصف النهائي الأول من المسابقة في 12 مايو 2009، حيث تأهلت إلى نهائي المسابقة بعد حصولها على 105 نقطة، حيث احتلت المركز الرابع في مجموعة مكونة من 18 مشاركة. في النهاية كانت رابع متسابقة تظهر على خشبة المسرح. في ختام التصويت حصلت على 33 نقطة، لتحتل المرتبة 21 من بين 25 دولة متنافسة.
في عام 2015، تم اختيارها لقراءة القصيدة التقليدية للعام الجديد على مدار الساعة من قبل ألفريد تينيسون في احتفال رأس السنة الجديدة في سكانسن، والذي يتم بثه أيضًا في التلفزيون السويدي. مالينا إرنمان أيضاً ناشطة سياسية لدعم اتفاق باريس لمكافحة تغير المناخ، حيث كتب مقالًا تعاونيًا في داغنز نيهيتر. وهي والدة الناشطة المناخية غريتا تونبرج، التي أقنعتها بالتخلي عن حياتها المهنية في الأوبرا الدولية بسبب التأثير البيئي للطيران.

## حياتها الشخصية
إرنمان متزوجة من الممثل السويدي سفانتي ثونبرج. ابنتهما، غريتا، برزت على مستوى العالم عندما بدأت الإضراب المدرسي من أجل المناخ.

## أعمالها الأدبية
شاركت مع زوجها في تأليف كتاب بعنوان (بالسويدية: Scener ur hjärtat) ويعني (مشاهد من القلب) يدور موضوع عن أسرتها، والأزمة البيئية والاستدامة.

## الروابط الخارجية
- مالينا إرنمان على موقع IMDb (الإنجليزية)
- مالينا إرنمان على موقع ميوزك برينز (الإنجليزية)
- مالينا إرنمان على موقع أول ميوزيك (الإنجليزية)
- مالينا إرنمان على موقع ديسكوغز (الإنجليزية)
- Official site (بالسويدية)

| سبقه شارلوت بيريلي أغنية "هيرو" | السويد في مسابقة الأغنية الأوروبية ‏ 2009 | تبعه آنا بيرجيندال مع " هذه حياتي" |